# Pholidobolus
Pholidobolus – rodzaj jaszczurek z rodziny okularkowatych (Gymnophthalmidae).

## Zasięg występowania
Rodzaj obejmuje gatunki występujące w Panamie, Kolumbii, Wenezueli, Ekwadorze i Peru.

## Systematyka

### Etymologia
Pholidobolus: gr. φολις pholis, φολιδος pholidos „rogowa łuska”; βωλος bõlos „guzek, bryła”.

### Podział systematyczny
Do rodzaju należą następujące gatunki:
- Pholidobolus affinis (Peters, 1863)
- Pholidobolus argosi Amézquita, Mazariegos-H, Cañaveral, Orejuela, Barragán-Contreras & Daza, 2023
- Pholidobolus celsiae Amézquita, Mazariegos-H, Cañaveral, Orejuela, Barragán-Contreras & Daza, 2023
- Pholidobolus condor Parra, Sales-Nunes & Torres-Carvajal, 2020
- Pholidobolus dicrus (Uzzell, 1973)
- Pholidobolus dolichoderes Parra, Sales-Nunes & Torres-Carvajal, 2020
- Pholidobolus fascinatus Parra, Sales-Nunes & Torres-Carvajal, 2020
- Pholidobolus hillisi Torres-Carvajal, Venegas, Lobos, Mafla-Endara & Sales-Nunes, 2014
- Pholidobolus macbrydei Montanucci, 1973
- Pholidobolus marianus (Ruthven, 1921)
- Pholidobolus montium (Peters, 1863)
- Pholidobolus odinsae Amézquita, Mazariegos-H, Cañaveral, Orejuela, Barragán-Contreras & Daza, 2023
- Pholidobolus paramuno Hurtado-Gómez, Arredondo, Sales-Nunes & Daza, 2018
- Pholidobolus prefrontalis Montanucci, 1973
- Pholidobolus samek Parra, Sales-Nunes & Torres-Carvajal, 2020
- Pholidobolus ulisesi Venegas, Chevarría, Lobos, Sales-Nunes & Torres-Carvajal, 2016
- Pholidobolus vertebralis (O’Shaughnessy, 1879)